# 贝尔纳·库什内
贝尔纳·库什内（1939年11月1日—，阿维尼翁），法国政治家、外交家、医生，无国界医生和世界医生组织创始人之一。前社會黨成员，曾任法国卫生部部长（1992年-1993年、1997年-1999年），曾任法国外交部部长（2007~2010）。2007年，儘管他支持社會黨候選人羅亞爾競選總統，他於選後答應在右派的薩科齊政府中擔任外交部長，其後遭社會黨開除黨籍。

## 个人生活
贝尔纳·库什内有过两次婚姻，第一个夫人是法律教授艾芙丽纳·皮茜叶，两人育有三个子女，第二个夫人是记者克丽斯蒂娜·奥克朗，两人育有一子。